# Magneti Marelli
Marelli S.p.A., anteriormente Magneti Marelli, es una empresa italiana exfilial de Fiat S.p.A. de desarrollo y fabricación de sistemas, módulos y componentes para la industria de la automoción, con 34.269 empleados y una facturación de 5.402 millones de euros en 2010.
En el año 2008 Fiat Groupe (FCA), tomó la decisión de vender esta filial en 2009 al fabricante de componentes para la automoción Calsonic Kansei, de la que Nissan es principal accionista; y ya en noviembre de 2016, Nissan confirmó los planes de venta de su participación en Marelli a la firma de capital privado Kohlberg Kravis Roberts, quien luego obtuvo el resto de la compañía en febrero de 2017. Desde esta fecha, Marelli forma parte de su portfolio - cartera de inversiones.

## Historia
Magneti Marelli fue fundada en 1919 entre Fiat S.p.A. y Ercole Marelli. Inicialmente fue llamada Fabbrica Italiana Magneti Marelli (F.I.M.M.). La primera planta se estableció en Sesto San Giovanni cerca de Milán, Italia. La compañía empezó como un fabricante de equipos eléctricos y magnéticos y siempre ha sido sinónimo de calidad e innovación en el mundo de la automoción del que fue parte de su nacimiento, desarrollo y evolución.
En 2008 el Fiat Group adquirió Grupo Ergom, destacado fabricante de materias plásticas para la industria automovilística, integrándolo en Magneti Marelli.

## Líneas de negocio

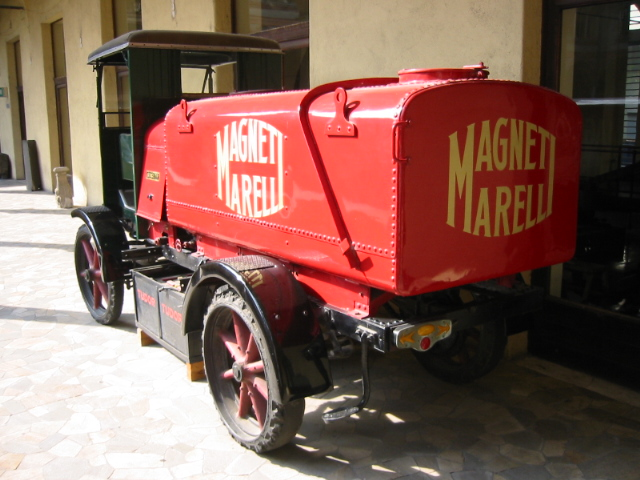
Magneti Marelli.

Las líneas de negocio incluyen: control y gestión de los motores de gasolina, diésel y sistemas de multi-combustible, caja de cambios, sistemas electrónicos (grupos de instrumentos, sistemas telemáticos, cuerpos computarizados), sistemas de suspensión (amortiguadores), sistemas de escape y de competición, donde Magneti Marelli desarrolla sistemas electrónicos específicos para competiciones, principalmente en la Fórmula 1, Moto GP y en el Campeonato Mundial de Rally. 
Todos los sistemas de iluminación y tecnologías de las marcas: Carello, Siem Yorka y otras, así como las de Automotive Lighting, dejaron de pertenecer a Magneti Marelli desde 2008, al realizarse  una escisión de estos sistemas, ya que Fiat vendería su compañía filial a Nissan, y ésta a su vez, la integraría en una de sus compañías filiales de componentes en 2008.
Así pues, todas las tecnologías de señalización e iluminación quedarán agrupadas en la compañía filial de Fiat, Automotive Lighting, la cual quedará a su vez, integrada en el Centro Ricerque Fiat (CRF), siendo la actual propietaria y responsable de estos sistemas y marcas. 

La sede central de  'Marelli', está situada en Corbetta (Milán) y desde 2017 es propiedad del fondo de inversión Kohlberg Kravis Roberts.
Cuenta con 53 plantas y 31 centros de investigación y desarrollo en Italia, Francia, Alemania, España, Polonia, República Checa, Rusia, Turquía, EE. UU., México, Brasil, Argentina, China, Malasia y Sudáfrica.